# ミュンヘン通貨条約
ミュンヘン通貨条約（ミュンヘンつうかじょうやく、ドイツ語: Münchner Münzvertrag）は、1837年8月25日に、ドイツ連邦の南部6か国の間で締結された条約である。
条約により、これら6か国は貨幣を統一した 。

## 概要
条約を締結した6か国は、どの国が発行した南ドイツ・グルデンでも同じ価値を持つことに同意、グルデン銀貨の品位（純度）を額面の90パーセントに定めた。
この規定の目的は他国の銀貨を溶かして自国の銀貨を鋳造して利益を稼ぐ行為を防ぐためだった。条約はまた、どの国が鋳造した硬貨でも6か国全ての法定通貨となることを定めた。
ミュンヘン通貨条約は翌年にドイツ関税同盟が貨幣を統一しようとしたドレスデン通貨条約に影響を与えた。しかし、ドレスデン通貨条約はミュンヘン通貨条約と違い、為替レートを統一したものの、貨幣を多国間の法定通貨にはしなかった。
ミュンヘン貨幣条約の原加盟国はバイエルン王国、ヴュルテンベルク王国、バーデン大公国、ナッサウ公国、ヘッセン＝ダルムシュタット大公国、自由都市フランクフルトの6か国だった。その後、1838年から1839年にかけて、ザクセン＝マイニンゲン公国、ホーエンツォレルン＝ジグマリンゲン侯国、ホーエンツォレルン＝ヘヒンゲン侯国、ヘッセン＝ホンブルク侯国、シュヴァルツブルク＝ルードルシュタット侯国が次々と加入した。
条約は1871年にドイツ帝国が成立すると失効した。